# Ana Cláudia Lemos
Ana Cláudia Lemos da Silva (Jaguaretama, 6 novembre 1988) è una velocista brasiliana.

## Biografia
Dopo diversi successi nell'atletica leggera a livello scolastico, inizia ad allenarsi seguita dall'allenatore Roberto Bortollo. Nel 2005 inizia a partecipare a competizioni di livello nazionale e nel 2006 debutta con la maglia della nazionale brasiliana ai campionati sudamericani under 23, dove si classifica sesta nei 100 e 200 metri piani. L'anno successivo è medaglia di bronzo nei 200 metri piani ai campionati sudamericani juniores e poi medaglia d'oro nella staffetta 4×100 metri ai campionati panamericani juniores.
Nel 2010 conquista la medaglia d'oro nei 100 metri piani e nella staffetta 4×100 metri e la medaglia d'argento nella staffetta 4×400 metri ai campionati sudamericani under 23. Lo stesso anno entra nella nazionale assoluta, partecipando ai campionati ibero-americani di San Fernando, in Spagna, dove conquista due medaglie d'oro nei 100 metri piani e nella staffetta 4×100 metri.
Nel 2011 prende parte a dodici gare in quattro manifestazioni internazionali: ai campionati sudamericani di Buenos Aires è medaglia d'oro nei 100 e 200 metri piani e argento nella staffetta 4×100 metri; ai Giochi mondiali militari di Rio de Janeiro è medaglia d'argento nei 100 metri piani e medaglia d'oro nei 200 metri piani e nella staffetta 4×100 metri; ai campionati mondiali di Taegu è sesta nella staffetta 4×100 metri (corsa in batteria con il tempo di 42"92, nuovo record sudamericano) e si ferma alle semifinali dei 100 e 200 metri piani; ai Giochi panamericani di Guadalajara è medaglia d'oro nei 200 metri piani e nella staffetta 4×100 metri dove, con il tempo di 42"85, va a migliorare il record sudamericano con le connazionali Vanda Gomes, Franciela Krasucki e Rosângela Santos.
Nel 2012, dopo aver raggiunto la semifinale dei 60 metri piani ai campionati mondiali indoor di Istanbul, prende parte ai Giochi olimpici di Londra dove raggiunge la settima posizione nella staffetta 4×100 metri, facendo registrare in batteria di qualificazione il nuovo record sudamericano con Franciela Krasucki, Evelyn dos Santos e Rosângela Santos. Nel 2013 è tre volte medaglia d'oro ai campionati sudamericani di Cartagena de Indias nei 100 e 200 metri piani e nella staffetta 4×100 metri. Lo stesso anno partecipa ai campionati mondiali di Mosca: qui si ferma alle batterie di qualificazione dei 200 metri piani e alle semifinali dei 100 metri piani, mentre si qualifica alla finale della staffetta 4×100 metri con il tempo di 42"29, nuovo record sudamericano, senza però poi riuscire a portare a termine la gara.
Dopo aver vinto due medaglie d'oro ai campionati ibero-americani del 2014 nei 100 metri piani e nella staffetta 4×100 metri, nel 2015 si classifica sesta nella staffetta 4×100 metri alle IAAF World Relays e settima nei 100 metri piani ai Giochi panamericani di Toronto. Nel 2017 conquista la medaglia d'argento nei 100 metri piani e quella d'oro nella staffetta 4×100 metri ai campionati sudamericani di Asunción, mentre ai campionati mondiali di Londra conclude la gara della staffetta 4×100 metri in settima posizione.
Nel 2021 conquista nuovamente la medaglia d'oro nella staffetta 4×100 metri ai campionati sudamericani di Guayaquil ed è componente della staffetta 4×100 metri brasiliana ai Giochi olimpici di Tokyo, terminando la gara nelle batterie di qualificazione. L'anno successivo si classifica settima ai campionati ibero-americani di La Nucia, in Spagna, nei 100 metri piani.
In carriera ha conquistato cinque titoli di campionessa nazionale in gare individuali (tre nei 100 metri piani e due nei 200 metri piani) e tre titoli nella staffetta 4×100 metri.

## Record nazionali
- 100 metri piani:
  - 11"17 (eguagliato) = ( Medellín, 20 marzo 2010)
  - 11"15  ( San Paolo, 4 settembre 2010)
  - 11"05  ( Belém, 12 maggio 2013)

10"93 (ventoso +2,2 m/s,  Campinas, 4 maggio 2013)
- 150 metri piani:
  - 17"50  ( Amsterdam, 31 agosto 2013)
- 200 metri piani:
  - 22"48  ( San Paolo, 6 agosto 2011)
- Staffetta 4×100 metri:
  - 42"92  ( Taegu, 4 settembre 2011) con Vanda Gomes, Franciela Krasucki, Rosângela Santos
  - 42"85  ( Guadalajara, 28 ottobre 2011) con Vanda Gomes, Franciela Krasucki, Rosângela Santos
  - 42"55  ( Londra, 9 agosto 2012) con Franciela Krasucki, Evelyn dos Santos, Rosângela Santos
  - 42"29  ( Mosca, 18 agosto 2013) con Evelyn dos Santos, Franciela Krasucki, Rosângela Santos

## Progressione

### 100 metri piani
| Stagione | Tempo | Luogo                 | Data       | Rank. Mond. |
| -------- | ----- | --------------------- | ---------- | ----------- |
| 2022     | 11"20 | San Paolo             | 27-4-2022  |             |
| 2021     | 11"38 | Bragança Paulista     | 9-4-2021   |             |
| 2019     | 11"52 | Bragança Paulista     | 11-5-2019  |             |
| 2017     | 11"32 | São Bernardo do Campo | 9-6-2017   |             |
| 2016     | 11"14 | Medellín              | 10-7-2016  |             |
| 2015     | 11"01 | Walnut                | 18-4-2015  |             |
| 2014     | 11"13 | San Paolo             | 1-8-2014   |             |
| 2013     | 11"05 | Belém                 | 12-5-2013  |             |
| 2012     | 11"30 | San Paolo             | 3-3-2012   |             |
| 2011     | 11"19 | San Paolo             | 26-3-2011  |             |
| 2010     | 11"15 | San Paolo             | 4-9-2010   |             |
| 2009     | 11"57 | Bogotà                | 24-7-2009  |             |
| 2008     | 11"46 | La Paz                | 29-5-2008  |             |
| 2007     | 11"94 | San Paolo             | 21-6-2007  |             |
| 2006     | 12"30 | Buenos Aires          | 10-11-2006 |             |

### 200 metri piani
| Stagione | Tempo | Luogo                 | Data       | Rank. Mond. |
| -------- | ----- | --------------------- | ---------- | ----------- |
| 2022     | 23"16 | San Paolo             | 27-4-2022  |             |
| 2021     | 23"52 | San Paolo             | 13-6-2021  |             |
| 2019     | 23"95 | São Bernardo do Campo | 25-8-2019  |             |
| 2015     | 23"08 | São Bernardo do Campo | 17-5-2015  |             |
| 2014     | 22"81 | San Paolo             | 12-10-2014 |             |
| 2013     | 22"61 | San Paolo             | 19-5-2013  |             |
| 2012     | 23"01 | San Paolo             | 30-6-2012  |             |
| 2011     | 22"48 | San Paolo             | 6-8-2011   |             |
| 2010     | 23"07 | Rio de Janeiro        | 23-5-2010  |             |
| 2009     | 24"34 | Santiago del Cile     | 14-3-2009  |             |
| 2008     | 23"38 | Cochabamba            | 31-5-2008  |             |
| 2007     | 24"05 | San Paolo             | 1-7-2007   |             |
| 2006     | 24"11 | San Paolo             | 9-7-2006   |             |

## Palmarès
| Anno | Manifestazione           | Sede                | Evento            | Risultato  | Prestazione | Note                |
| ---- | ------------------------ | ------------------- | ----------------- | ---------- | ----------- | ------------------- |
| 2006 | Sudamericani under 23    | Buenos Aires        | 100 m piani       | 6ª         | 12"30       |                     |
| 2006 | Sudamericani under 23    | Buenos Aires        | 200 m piani       | 6ª         | 24"54       |                     |
| 2007 | Sudamericani juniores    | San Paolo           | 200 m piani       | Bronzo     | 24"05       |                     |
| 2007 | Panamericani juniores    | San Paolo           | 200 m piani       | Batteria   | 24"38       |                     |
| 2007 | Panamericani juniores    | San Paolo           | Staffetta 4×100 m | Oro        | 43"98       |                     |
| 2010 | Sudamericani under 23    | Medellín            | 100 m piani       | Oro        | 11"33       |                     |
| 2010 | Sudamericani under 23    | Medellín            | Staffetta 4×100 m | Oro        | 44"47       |                     |
| 2010 | Sudamericani under 23    | Medellín            | Staffetta 4×400 m | Argento    | 3'40"68     |                     |
| 2010 | Ibero-americani          | San Fernando        | 100 m piani       | Oro        | 11"38       |                     |
| 2010 | Ibero-americani          | San Fernando        | 200 m piani       | Batteria   | 23"31       |                     |
| 2010 | Ibero-americani          | San Fernando        | Staffetta 4×100 m | Oro        | 43"97       |                     |
| 2011 | Sudamericani             | Buenos Aires        | 100 m piani       | Oro        | 11"46       |                     |
| 2011 | Sudamericani             | Buenos Aires        | 200 m piani       | Oro        | 23"18       |                     |
| 2011 | Sudamericani             | Buenos Aires        | Staffetta 4×100 m | Argento    | 44"56       |                     |
| 2011 | Giochi mondiali militari | Rio de Janeiro      | 100 m piani       | Argento    | 11"37       | Record dei Giochi   |
| 2011 | Giochi mondiali militari | Rio de Janeiro      | 200 m piani       | Oro        | 23"01       |                     |
| 2011 | Giochi mondiali militari | Rio de Janeiro      | Staffetta 4×100 m | Oro        | 43"73       |                     |
| 2011 | Mondiali                 | Taegu               | 100 m piani       | Semifinale | 11"55       |                     |
| 2011 | Mondiali                 | Taegu               | 200 m piani       | Semifinale | 22"97       |                     |
| 2011 | Mondiali                 | Taegu               | Staffetta 4×100 m | 6ª         | 43"10       | [ 1 ]               |
| 2011 | Giochi panamericani      | Guadalajara         | 100 m piani       | 4ª         | 11"35       |                     |
| 2011 | Giochi panamericani      | Guadalajara         | 200 m piani       | Oro        | 22"76       |                     |
| 2011 | Giochi panamericani      | Guadalajara         | Staffetta 4×100 m | Oro        | 42"85       | Record sudamericano |
| 2012 | Mondiali indoor          | Istanbul            | 60 m piani        | Semifinale | 7"36        |                     |
| 2012 | Giochi olimpici          | Londra              | 200 m piani       | Batteria   | 23"40       |                     |
| 2012 | Giochi olimpici          | Londra              | Staffetta 4×100 m | 7ª         | 42"91       | [ 2 ]               |
| 2013 | Sudamericani             | Cartagena de Indias | 100 m piani       | Oro        | 11"21       |                     |
| 2013 | Sudamericani             | Cartagena de Indias | 200 m piani       | Oro        | 22"70       |                     |
| 2013 | Sudamericani             | Cartagena de Indias | Staffetta 4×100 m | Oro        | 43"37       |                     |
| 2013 | Mondiali                 | Mosca               | 100 m piani       | Semifinale | 11"25       |                     |
| 2013 | Mondiali                 | Mosca               | 200 m piani       | Batteria   | 23"31       |                     |
| 2013 | Mondiali                 | Mosca               | Staffetta 4×100 m | Finale     | dnf         | [ 3 ]               |
| 2014 | Ibero-americani          | San Paolo           | 100 m piani       | Oro        | 11"13       |                     |
| 2014 | Ibero-americani          | San Paolo           | Staffetta 4×100 m | Oro        | 42"92       |                     |
| 2015 | IAAF World Relays        | Nassau              | Staffetta 4×100 m | 6ª         | 42"92       |                     |
| 2015 | Giochi panamericani      | Toronto             | 100 m piani       | 7ª         | 11"15       |                     |
| 2015 | Giochi panamericani      | Toronto             | 200 m piani       | Batteria   | 37"60       |                     |
| 2017 | Sudamericani             | Asunción            | 100 m piani       | Argento    | 11"12       |                     |
| 2017 | Sudamericani             | Asunción            | Steffatta 4×100 m | Oro        | 43"12       |                     |
| 2017 | Mondiali                 | Londra              | Staffetta 4×100 m | 7ª         | 42"63       |                     |
| 2021 | World Athletics Relays   | Chorzów             | Staffetta 4×100 m | Batteria   | dq          |                     |
| 2021 | Sudamericani             | Guayaquil           | 100 m piani       | Batteria   | 11"46       |                     |
| 2021 | Sudamericani             | Guayaquil           | Staffetta 4×100 m | Oro        | 44"91       |                     |
| 2021 | Giochi olimpici          | Tokyo               | Staffetta 4×100 m | Batteria   | 43"15       |                     |
| 2022 | Ibero-americani          | La Nucia            | 100 m piani       | 7ª         | 11"57       |                     |

## Campionati nazionali
- 3 volte campionessa brasiliana assoluta dei 100 metri piani (2013, 2014, 2021)
- 2 volte campionessa brasiliana assoluta dei 200 metri piani (2014, 2015)
- 3 volte campionessa brasiliana assoluta della staffetta 4×100 metri (2014, 2017, 2019)
- 1 volta campionessa brasiliana under 23 dei 100 metri piani (2009)
- 1 volta campionessa brasiliana under 23 dei 200 metri piani (2010)

2006
- Bronzo ai campionati brasiliani juniores, 200 m piani - 24"11

2007
- Eliminata in semifinale ai campionati brasiliani assoluti, 100 m piani - 11"94
- 6ª ai campionati brasiliani assoluti, 200 m piani - 24"30

2008
- 8ª ai campionati brasiliani juniores, 100 m piani - 11"92

2009
- Oro ai campionati brasiliani under 23, 100 m piani - 11"48

2010
- Argento ai campionati brasiliani under 23, 100 m piani - 11"68
- Oro ai campionati brasiliani under 23, 200 m piani - 23"69

2012
- Argento ai campionati brasiliani assoluti, 100 m paini - 11"42
- Argento ai campionati brasiliani assoluti, 200 m piani - 23"01

2013
- Oro ai campionati brasiliani assoluti, 100 m piani - 11"07
- Argento ai campionati brasiliani assoluti, 200 m piani - 22"85
- Argento ai campionati brasiliani assoluti, staffetta 4×100 m - 43"63

2014
- Oro ai campionati brasiliani assoluti, 100 m piani - 11"27
- Oro ai campionati brasiliani assoluti, 200 m piani - 22"81
- Oro ai campionati brasiliani assoluti, staffetta 4×100 m - 43"82
- Argento ai campionati brasiliani assoluti, staffetta 4×400 m - 3'38"01

2015
- Argento ai campionati brasiliani assoluti, 100 m piani - 11"36
- Oro ai campionati brasiliani assoluti, 200 m piani - 23"08
- Argento ai campionati brasiliani assoluti, staffetta 4×100 m - 44"32

2017
- Bronzo ai campionati brasiliani assoluti, 100 m piani - 11"35
- Oro ai campionati brasiliani assoluti, staffetta 4×100 m - 43"55

2019
- Eliminata in batteria ai campionati brasiliani assoluti, 100 m piani - 11"63
- Oro ai campionati brasiliani assoluti, staffetta 4×100 m - 44"69

2021
- Oro ai campionati brasiliani assoluti, 100 m piani - 11"62
- Argento ai campionati brasiliani assoluti, 200 m piani - 23"52

2022
- 6ª ai campionati brasiliani assoluti, 100 m piani - 11"74
- 7ª ai campionati brasiliani assoluti, 200 m piani - 24"10

## Altre competizioni internazionali
2011
- 6ª al Prefontaine Classic ( Eugene), 100 m piani - 11"06
- 7ª all'Herculis ( Monaco), 200 m piani - 23"06

2015
- 7ª al Prefontaine Classic ( Eugene, 100 m piani - 11"30

2017
- 5ª all'Athletissima ( Losanna), 100 m piani - 11"48
- Oro all'Athletissima ( Losanna), staffetta 4×100 m - 42"97